# Holtrop (plaats)
Holtrop is een plaats in de Duitse deelstaat Nedersaksen. Bestuurlijk maakt de plaats deel uit van de gemeente Großefehn, gelegen in de Landkreis Aurich in Oost-Friesland.
Holtrop behoort tot de oudere dorpen in de gemeente Großefehn. Het dorp wordt voor het eerst vermeld in 1431, maar de dorpskerk uit de dertiende eeuw toont aan dat het dorp ouder is. Het ligt op een geestrug die midden door Oost-Friesland loopt. Dorpen op deze rug staan samen ook bekend als de Hooge Loogen.